# Alvaro Palacios
Alvaro Palacios är en spansk vinmakare. Han kommer från en berömd vinfamilj i Rioja men har själv främst blivit känd för sina viner från Priorat på Spaniens östkust nära Barcelona. Han är utbildad i oenologi i Bordeaux och på Château Pétrus i Pomerol i Bordeaux arbetade han en period för Jean Pierre Moueix. 
Palacios betraktas som det spanska vindistriktet Priorats ansikte utåt. Han var en av de första att inse distriktets storhet och var pionjär i Priorat på 1990-talet, då tillsammans med vinmakaren René Barbier, i att producera högklassiga Priorat-viner i modern stil. Han odlar även vin i Bierzo (vingården Descendientes de J. Palacios) ch i Rioja (vingården Palacios Remondo).

## Kända viner
- L'Ermita Priorat - Ett av Spaniens mest kända viner och förstavin på från Alvaro Palacio winery i Priorat. Vinet är gjort på mycket gamla stockar av Grenache.
- Finca Dofí Priorat - Vinet är fränst gjort på Grenache men med inslag av Cabernet Sauvignon, Merlot och Syrah.
- Les Terrasses Priorat - Vinet är fränst gjort på Grenache och gamla stockar av Cariñena.
- La Faraona Bierzo - gjord på 70 år gamla stockar av Mencia.
- Moncerbal Bierzo
- Las Lamas Bierzo
- Propiedad Rioja

## Kuriosa
Den kände vinkritikern Robert Parker har kallat Alvaro Palacios för "A modern day legend". Även Woody Allen är ett stort fan av Palcios viner och i hans film Vicky Christina Barcelona får vinerna stort utrymme.